# Биатлонный центр Ханты-Мансийска

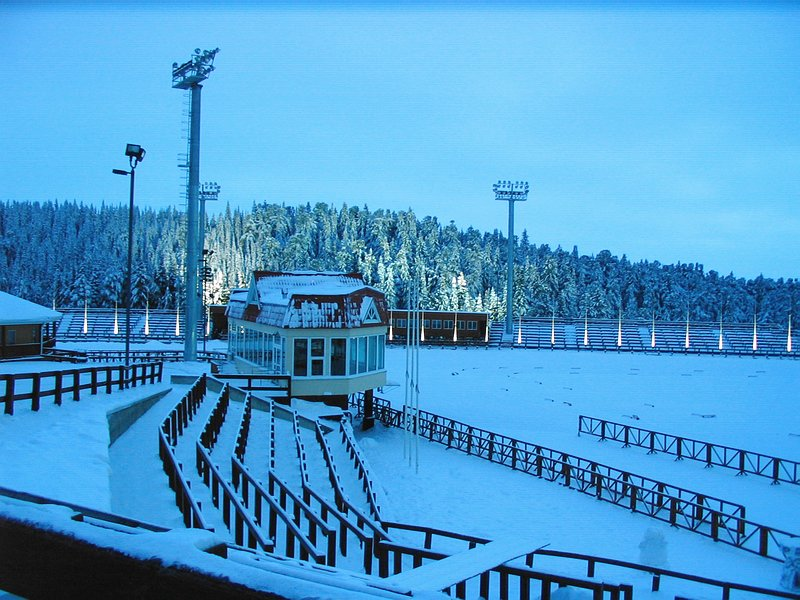
Биатлонный центр зимой

Центр зимних видов спорта имени А.В. Филипенко — стадион международной категории по классификации IBU (Международный союз биатлонистов), на котором проходят соревнования по биатлону, летнему биатлону, лыжным гонкам, арчери-биатлону.
Центр лыжного спорта находится в географическом центре Ханты-Мансийска. В 2005 году Международный союз биатлонистов выдвинул ханты-мансийский ЦЛС на конкурс спортивных сооружений 2005 года, который проводится Международным олимпийским комитетом раз в два года, поставив биатлонный комплекс Югры в ряд с такими знаменитыми биатлонными центрами как Оберхоф, Рупольдинг, Антхольц и другими.
Сегодня биатлонный центр — круглогодично функционирующий объект, структуру которого составляют детская спортивная школа, стадион, вмещающий до 15000 зрителей, стрельбище на 30 электро-механических мишеней KES 2005. Трассы проложены по живописным сибирским холмам. Для предстартовой подготовки к услугам спортсменов имеются 41 командная комната — по одной или две для каждой команды. В 50 метрах от главной трибуны расположен трёхзвездочный отель «На семи холмах».

## История становления

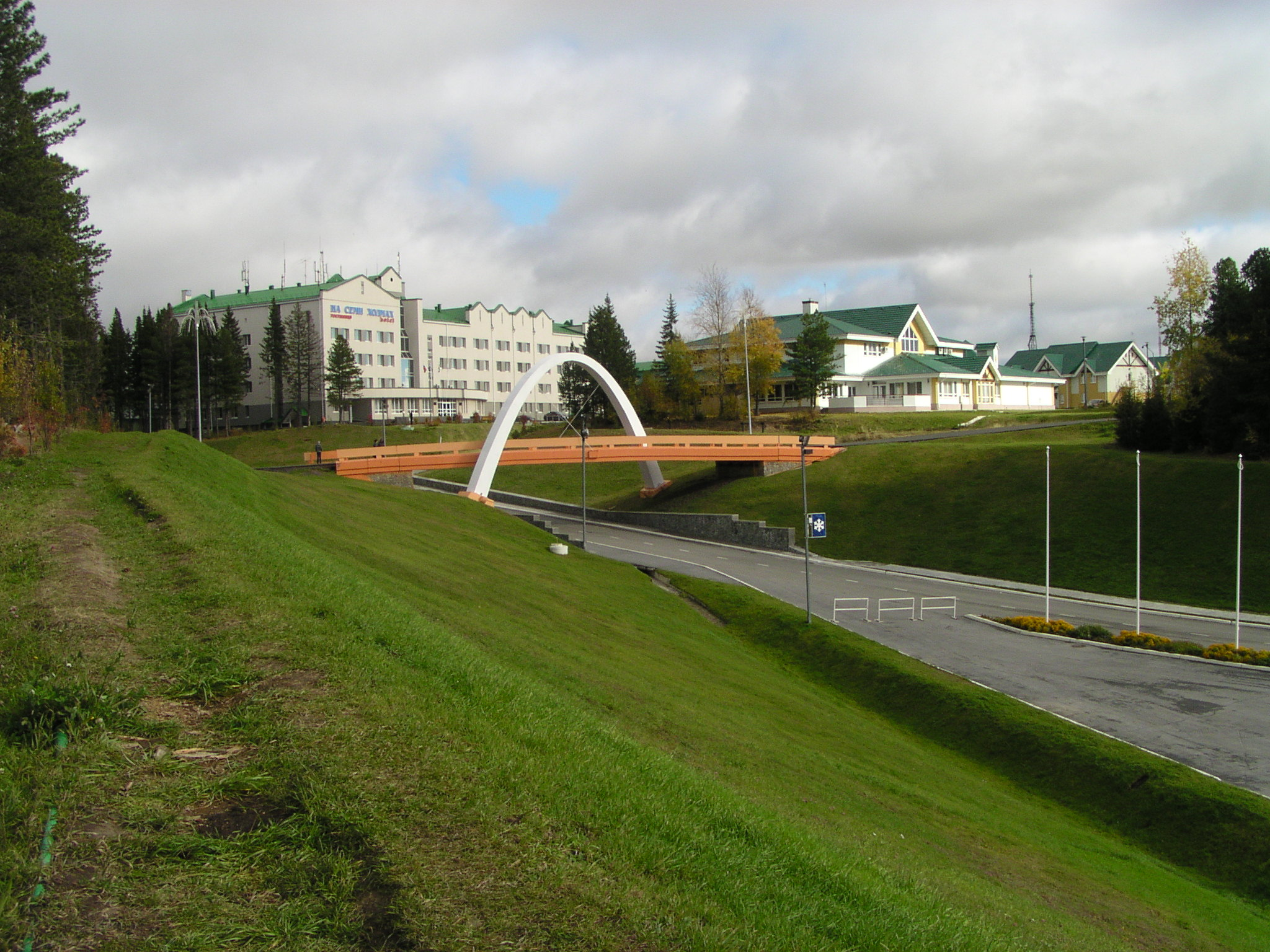
Гостиница 7 холмов и Оранжевый мостик

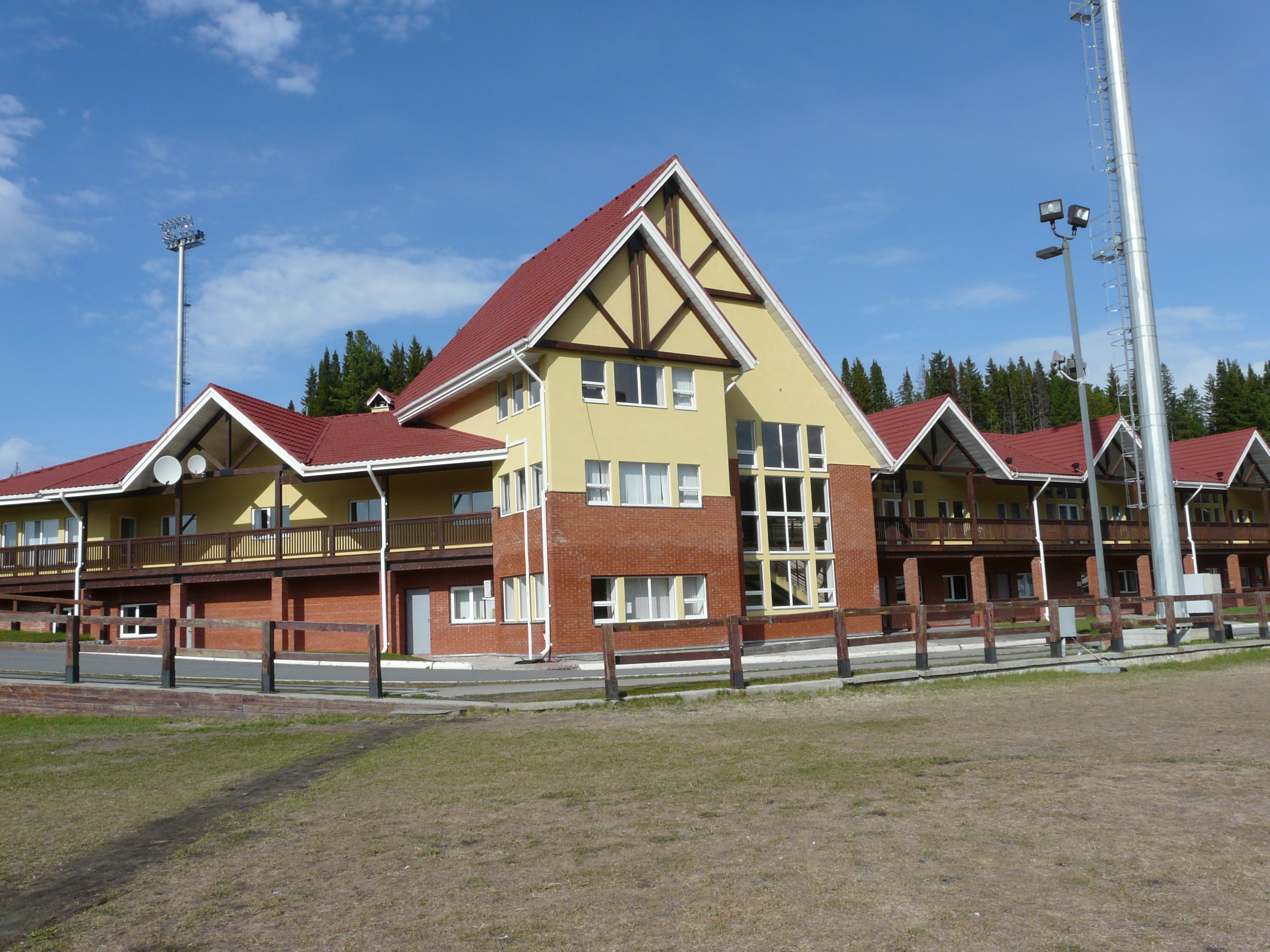
Биатлонный центр летом

- Ведёт свою историю с 1960-х годов, когда на месте существующего центра было построено деревянное здание спортивной школы и стрельбище.
- В 1997 году биатлонный центр начинает претерпевать широкомасштабную реконструкцию, в этом же году здесь впервые прошли международные соревнования по биатлону «Кубок Югры» (коммерческие старты). В декабре 2000 года были сданы: стадион, огневой рубеж, трибуны, способные вместить более 10 000 зрителей, здание спортивной школы, лыже-роллерная трасса, мосты и путепровод, здание спортивного клуба, гостиничный комплекс. В 2002 году закончено строительство современного здания пресс-центра и новых командных комнат. К Чемпионату мира 2003 было построено здание Пресс-центра ЦЛС, в котором к услугам журналистов имеется 2 зала на 200 рабочих мест и ISDN-подключений, помещение для пресс-конференций с системой синхронного перевода. На стадионе расположены 22 комментаторские кабины. С марта 2004 года в ЦЛС был запущен горнолыжный комплекс «Хвойный урман», который неоднократно становился местом проведения окружных и российских соревнований по сноуборду и горным лыжам.
- В 2003 году Ханты-Мансийск впервые в истории России принял Чемпионат мира по биатлону; в 2011 году Ханты-Мансийск вновь принимал Чемпионат мира по биатлону.
- C сентября 2009 году началась новая реконструкция, предусматривающая установку новой трибуны, реконструкцию комментаторских кабинок, перенос линии старта. На сегодняшний день демонтированы старые комментаторские кабины, северная и VIP- трибуна. Завершается монтаж подтрибунных помещений и ведется подготовка к возведению новой трибуны, под которыми будут располагаться офисные и технические помещения: комната международных судей, офис соревнований, комната IBU и др. Над трибуной разместятся комментаторские кабины. Также будут проложены новые лыжные трассы. Планируется перенести подход к стадиону и расширить зоны старта и финиша. На месте прежних комментаторских кабин расположится разворотная эстакада. Подземный туннель также будет реконструирован и даст возможность доступа в зоны СМИ на стрельбище и в финишной зоне.
- Начиная с сезона 1999/2000 вошло в традицию, что Биатлонный центр Ханты-Мансийска принимает у себя заключительный этап Кубка мира по биатлону.
- 2 декабря 2010 года в преддверии 80-летия ХМАО, Правительства Югры присвоило Центру лыжного спорта имя Александра Васильевича Филипенко.[1]

## Галерея

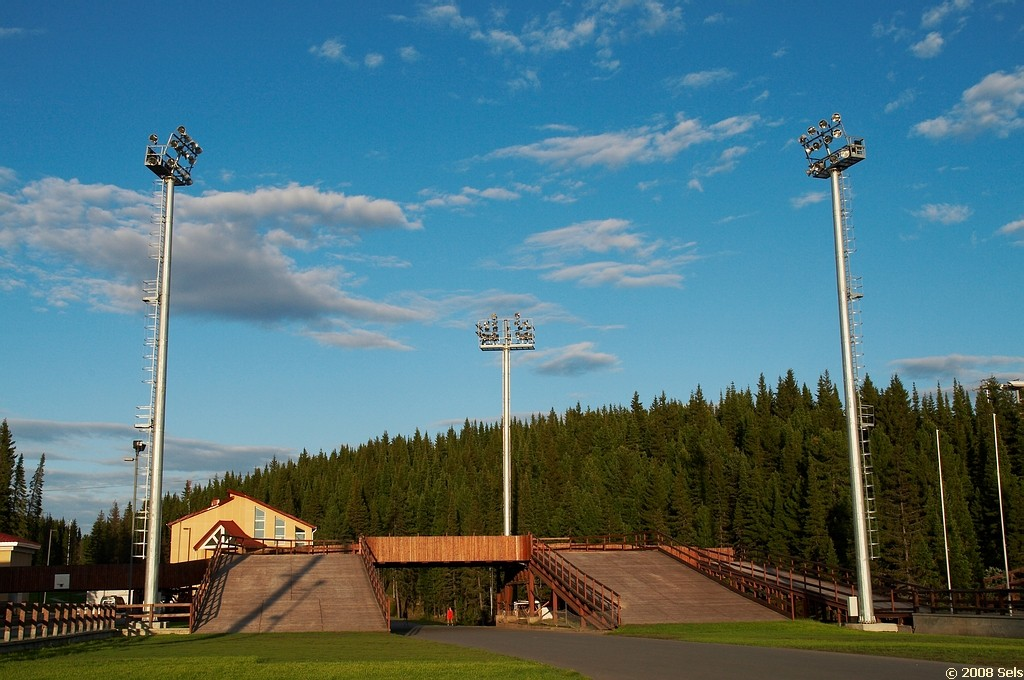
Мостик в биатлонном центре
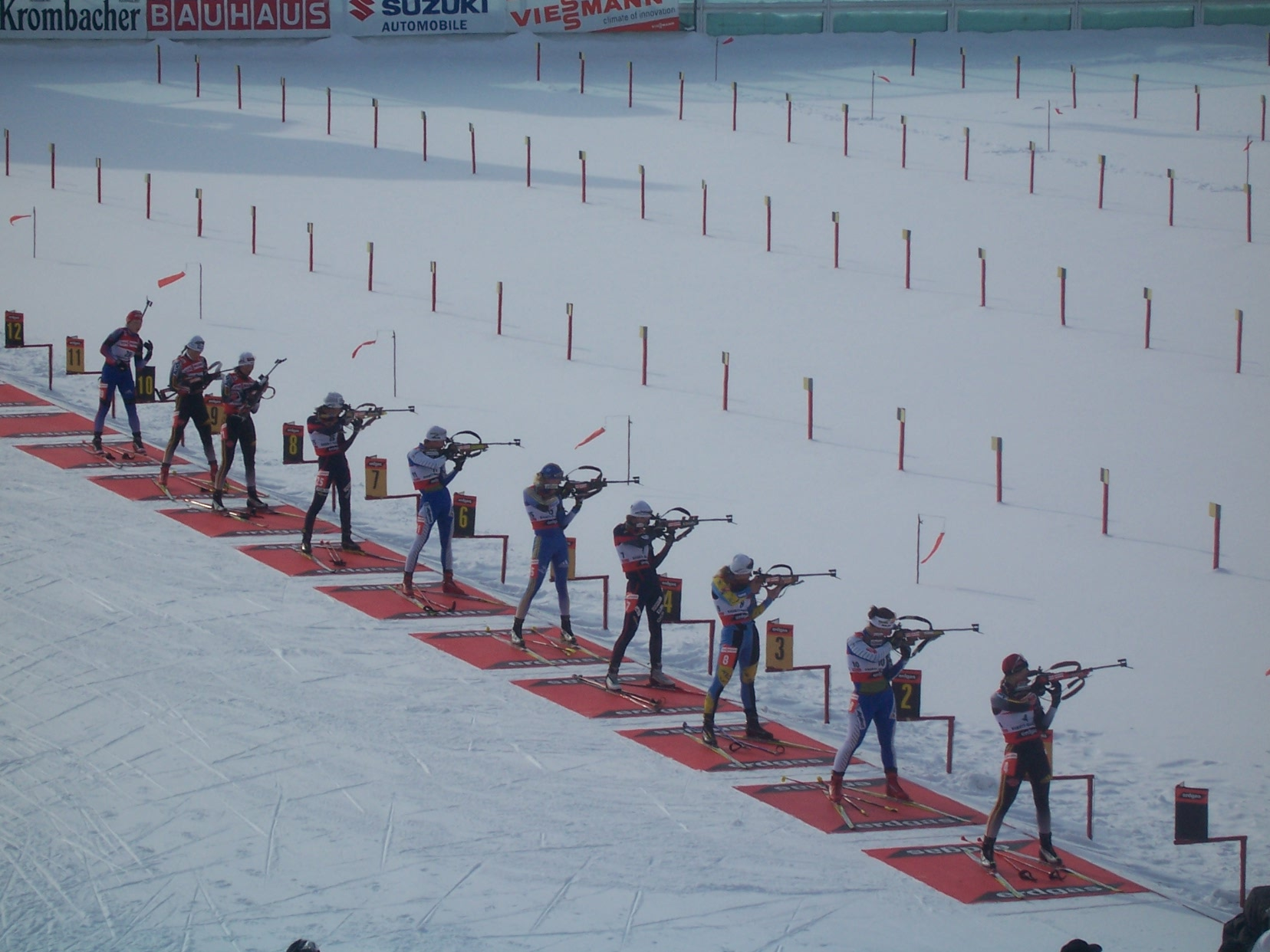
Стрельба стоя женщины
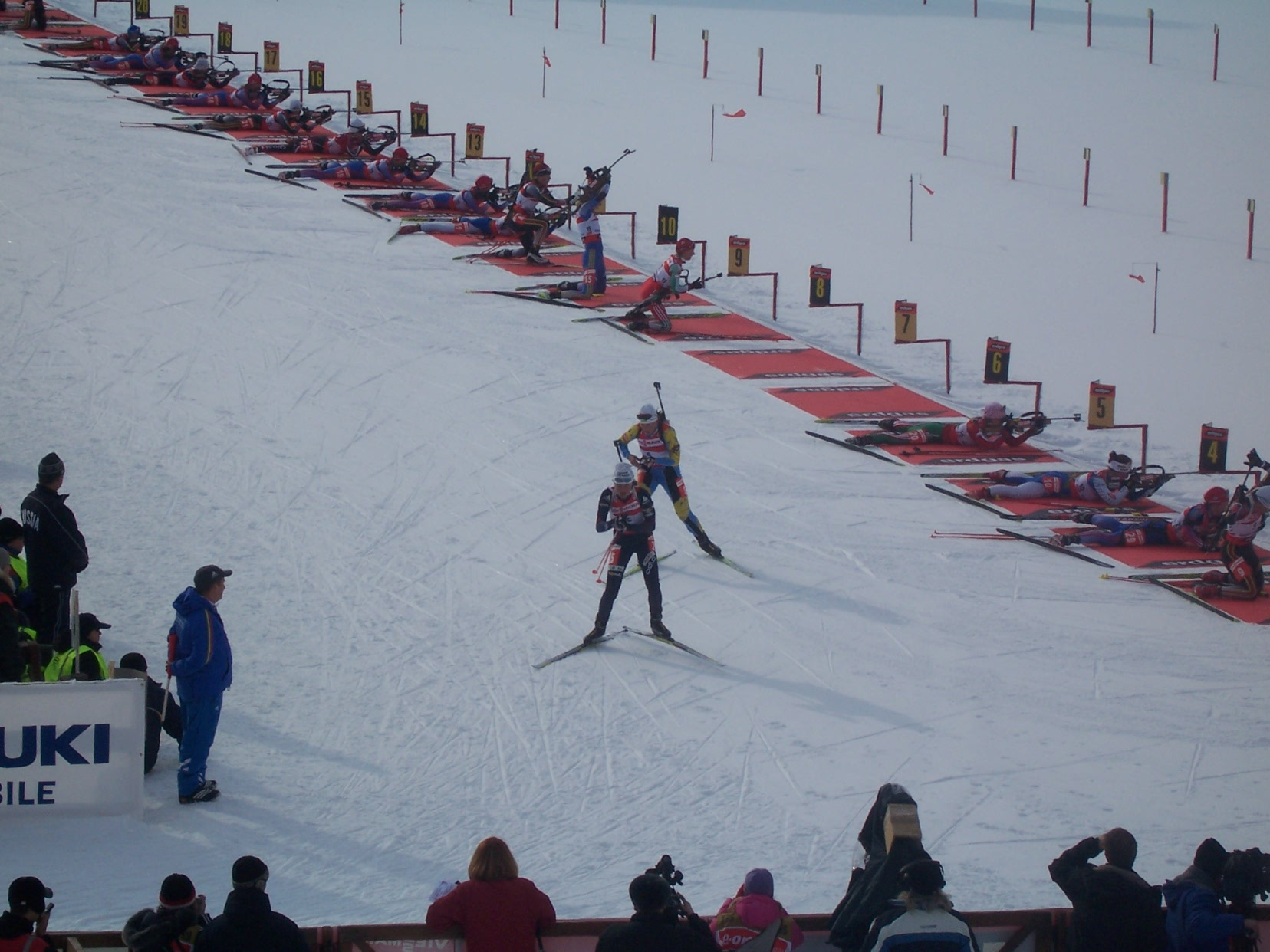
Стрельба лёжа у женщин
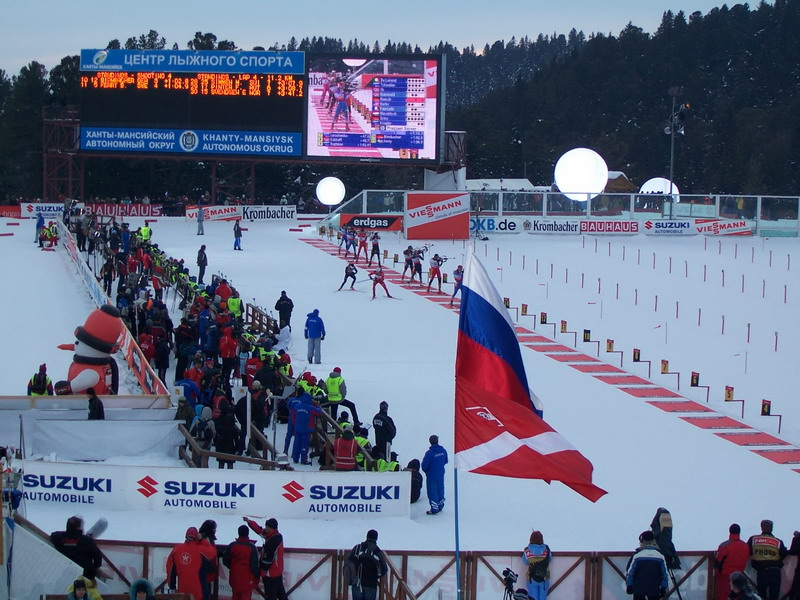
Вид с главной трибуны
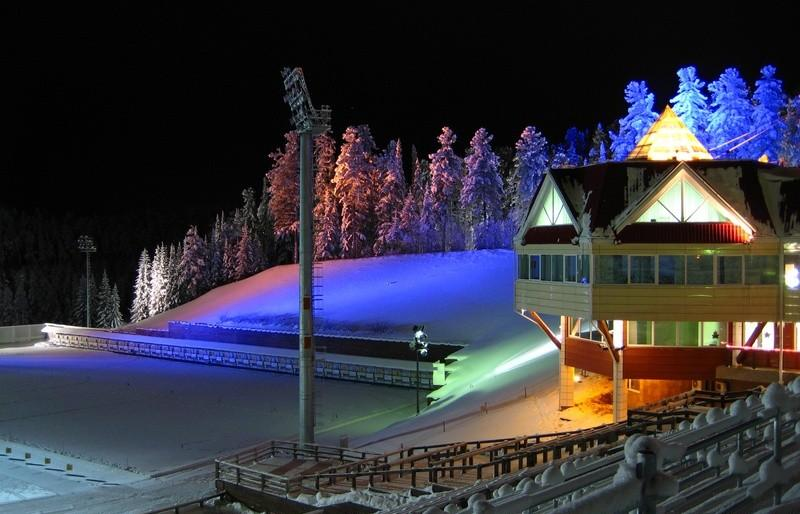
Стрельбище ночью
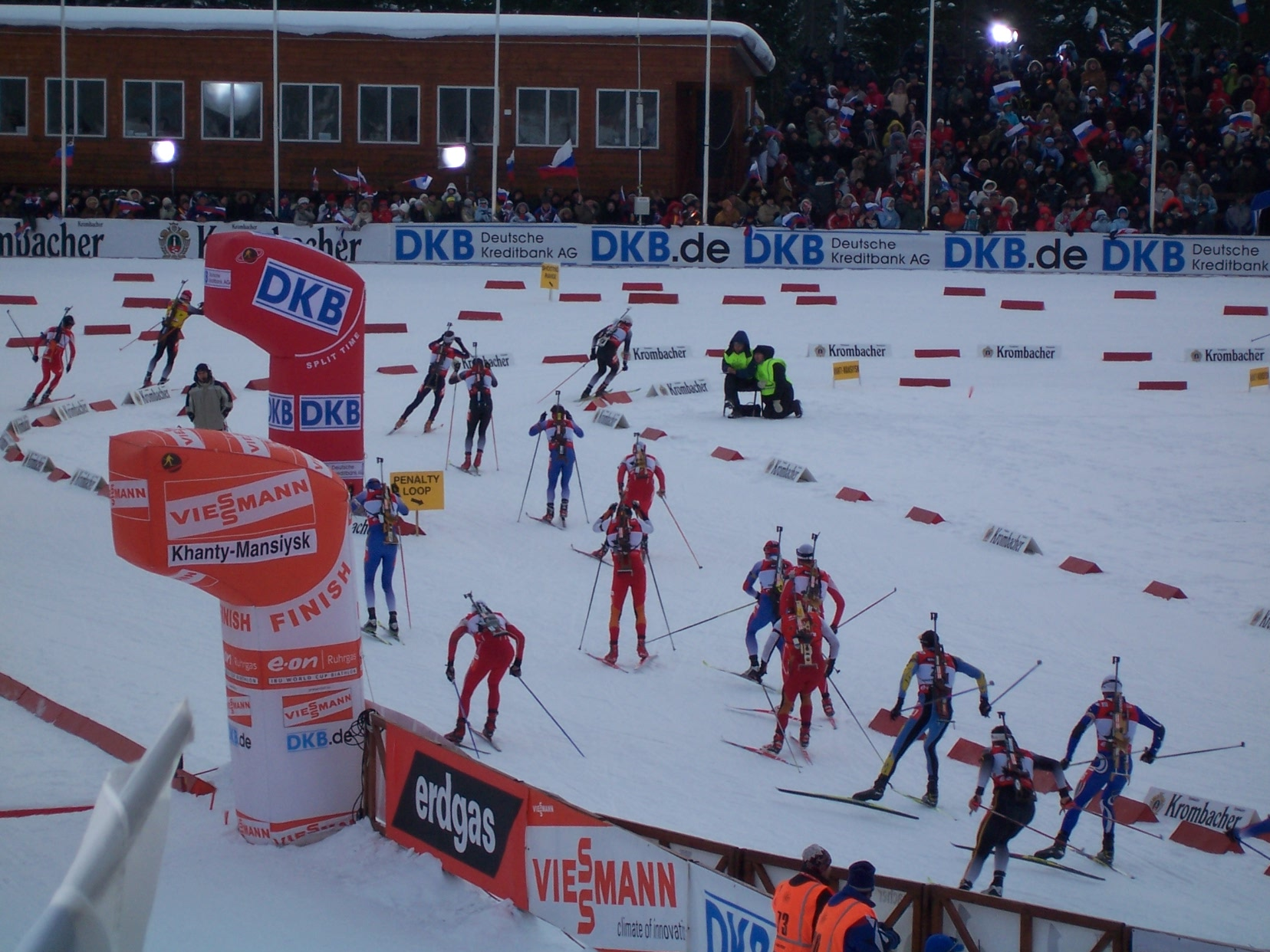
Штрафные круги
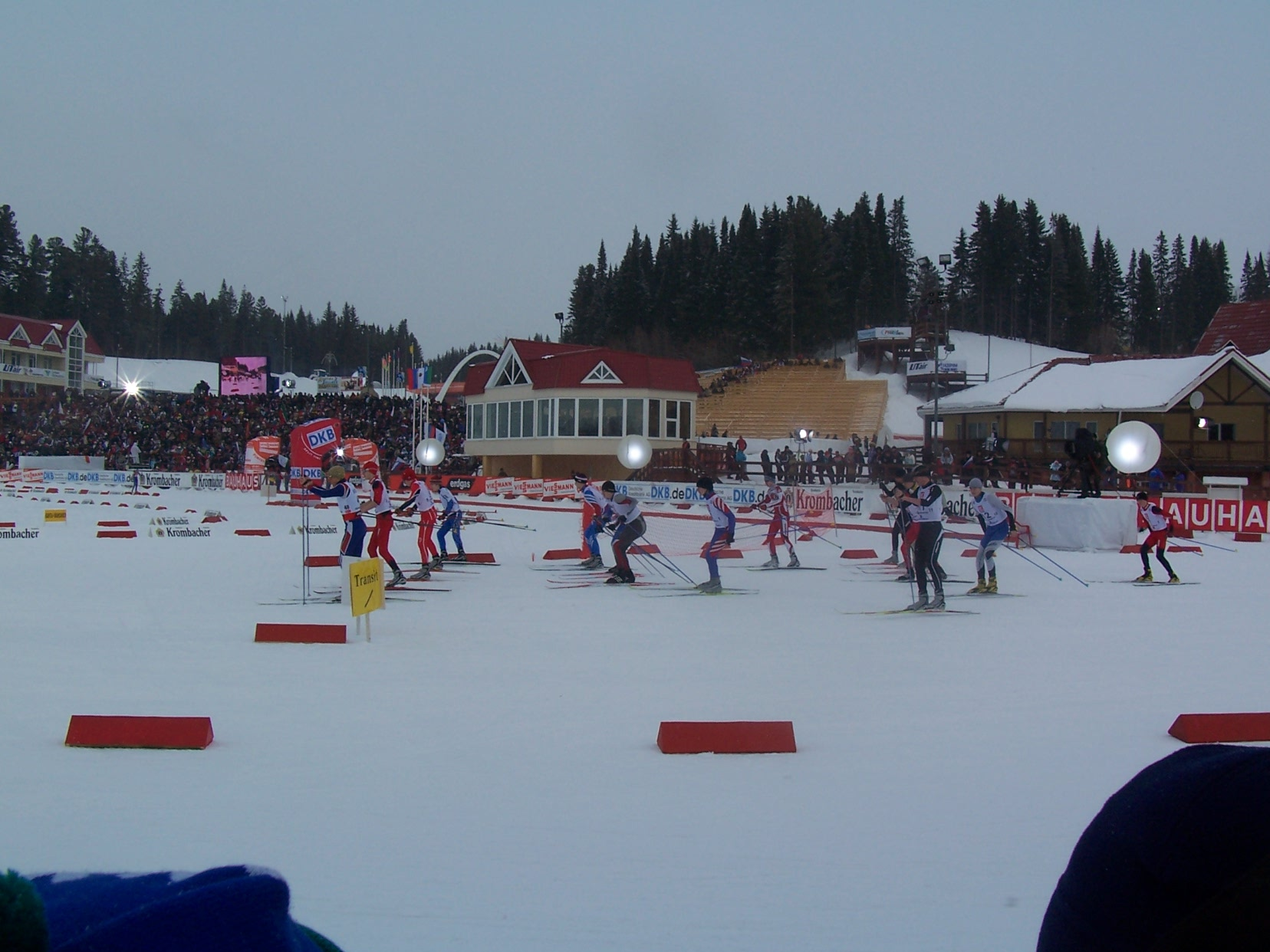
Биатлон
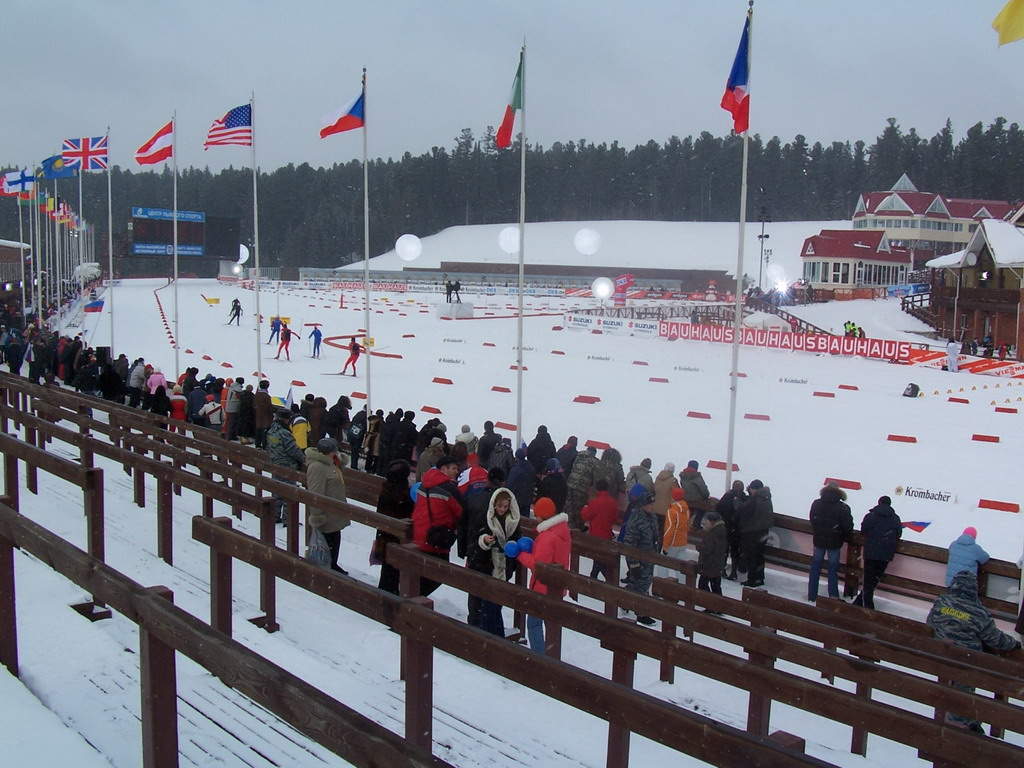
Трибуна и болельщики